# Martina Bonnerová
Martina Bonnerová (Praga, 22 de julho de 1991) é uma jogadora de vôlei de praia checa.

## Carreira
Os primeiros passos na prática desportiva  ocorreram muito cedo, influenciada por seus pais, começou em Sokółka aos tres anos de idade, participando de atletismo, e passou a jogar voleibol no Slavia Praha com apenas oito anos de idade e atuou ao lado de sua irmã Laura; ainda na fase escolar passou a jogar vôlei de praia em 2006. Jogou na categoria juvenil do Slavia Praha a partir de 2009, permanecendo até 2011.
Em 2007 disputou a edição do Campeonato Europeu de Vôlei de Praia Sub-18 em Brno, ocasião na qual terminou na sétima posição ao lado de Michala Kvapilová.Na edição do Campeonato Europeu Sub-20 de 2008 em San Salvo atuou com Eliška Davidová terminando na décima sétima posição e no Campeonato Europeu Sub-18 no mesmo ano realizado em Loutraki terminaram na nona posição.
Em 2009 disputou ao lado de Barbora Hermannová a edição do Campeonato Europeu Sub-20 em Kos e finalizaram na sétima posição e   na edição do o Campeonato Mundial de Vôlei de Praia Sub-21 em Blackpool terminando na quarta posição.Juntas competiram no Mundial de Vôlei de Praia Sub-21 de 2010 em Alanya terminando na quinta posiçãoe terminaram na sétima posição no Campeonato Europeu Sub-20 em Kos e estrearam no Circuito Mundial de 2011.Também terminaram na quarta posição na edição do Campeonato Mundial Universitário de Vôlei de Praia em 2012 realizado em Maceió.
No Circuito Mundial de 2014 conquistou com Barbora Hermannová o título do Aberto de Mangaung  e permaneceu competindo com esta atleta até a temporada de 2015, depois formou dupla com  Vendula Haragová e Nicole Dostalová na jornada de 2016; competindo a partir de 2017 com Šárka Nakládalová e no circuito mundial foram vice-campeãs no torneio uma estrela em Langkawi  e o quarto posto no torneio duas estrelas em Nanjing.No Circuito Mundial de 2018 conquistou com Tereza Pluhařová a quarta posição no torneio uma estrela de Langkawi, depois voltou a competir com Šárka Nakládalová quando foram vice-campeãs do torneio duas estrelas de  Agadir.
No Circuito Mundial de 2019 conquistou o título do torneio uma estrela de Vishakhapatnam ao lado de Martina Maixnerová.

## Títulos e resultados
- Torneio 1* de Vishakhapatnam do Circuito Mundial de Vôlei de Praia:2019
- Aberto de Mangaung do Circuito Mundial de Vôlei de Praia:2014
- Torneio 2* de Agadir do Circuito Mundial de Vôlei de Praia:2018
- Torneio 1* de Langkawi do Circuito Mundial de Vôlei de Praia:2017
- Torneio 1* de Langkawi do Circuito Mundial de Vôlei de Praia:2018
- Torneio 2* de Nanjing do Circuito Mundial de Vôlei de Praia:2017
- Campeonato Mundial Universitário de Vôlei de Praia:2012
- Campeonato Mundial de Vôlei de Praia Sub-21:2009